# Weet Ik Veel (Vlaanderen)
Weet Ik Veel is een voormalige wekelijkse televisiequiz die 's zaterdags om 20.40 uur op de Vlaamse zender VIER werd uitgezonden. De quiz is de Vlaamse variant van het gelijknamige Nederlandse format Weet Ik Veel.

## Spelverloop
De quiz wordt gespeeld met drie bekende Vlamingen en 300 studenten met hogeschool of universitaire opleiding. In de voorrondes krijgen deze veertig meerkeuzevragen voorgeschoteld over algemene kennis. Deze zijn verdeeld over vier rondes van elk tien meerkeuzevragen. In de eerste drie rondes is elk goed antwoord twee punten waard, in de laatste ronde is het vier punten waard. Na deze veertig vragen spelen de beste BV en beste student de finale. Hierin proberen ze zoveel mogelijk geld te winnen voor een goed doel naar keuze van de BV. De student wint een tablet en 25 procent van het gewonnen prijzengeld. Tijdens de voorrondes kunnen kijkers thuis meespelen met de Weet Ik Veel-app. Hierin kan men een tablet en  500 euro winnen.

### Meerkeuzevragen
| aantal seconden | soort vraag                                   |
| --------------- | --------------------------------------------- |
| 4               | twee- en driekeuzevraag                       |
| 5               | vierkeuzevraag                                |
| 10              | sorteervragen met drie mogelijkheden          |
| 15              | vierkeuzevragen met meerdere goede antwoorden |
| 20              | Combinatievragen (bv. A2B3C1)                 |

### Finale
In de finale spelen de beste bekende Vlaming en de slimste student in de aula samen voor een zo hoog mogelijk bedrag voor een goed doel. In het begin van de finale krijgt de BV 20 seconden lang twintig antwoorden te zien. Deze antwoorden zijn mogelijke antwoorden op de finalevragen. Als een antwoord aan de beurt is geweest wordt dit vervangen door een nieuw antwoord. De maximale tijd om de finale te spelen is vier minuten. De BV begint de finale. Als hij/zij drie antwoorden fout heeft is het voor hem afgelopen en mag de student de rest van de tijd verder spelen. Als ook deze drie foute antwoorden gegeven heeft is de finale afgelopen. Ook als de vier minuten voorbij zijn is de finale afgelopen.

## Afleveringen
| Afl | Datum             | Gasten (winnaar in het vetgedrukt)                         | Bedrag  | Bedrag student | Kijkcijfers |
| --- | ----------------- | ---------------------------------------------------------- | ------- | -------------- | ----------- |
| 1   | 6 september 2014  | Erik Van Looy, Ann Van Elsen en Tomas Van Den Spiegel      | € 9.600 | €2.400         | 281.993     |
| 2   | 13 september 2014 | Bart Cannaerts, Kris Wauters en Sven De Ridder             | €10.800 | €2.700         | 354.854     |
| 3   | 20 september 2014 | Guga Baúl, Leah Thys en Jacques Vermeire                   | €9.200  | €2.300         | 274.158     |
| 4   | 27 september 2014 | Gilles De Coster, Lesley-Ann Poppe en Chris Van den Durpel | €12.000 | €4.000         | Onbekend    |
| 5   | 4 oktober 2014    | Christophe Deborsu, Ruth Beeckmans en Davy Brocatus        | €3.600  | €900           | 250.859     |
| 6   | 11 oktober 2014   | Herman Verbruggen, Zohra en Peter Van Asbroeck             | €8.400  | €2.100         | Onbekend    |
| 7   | 18 oktober 2014   | Jan Verheyen, Sofie Lemaire en Lieven Scheire              | €2.400  | €600           | 312.427     |
| 8   | 25 oktober 2014   | Bart De Pauw, Laurence Langen en Alexander De Croo         | €6.800  | €1.700         | 289.594     |
| 9   | 1 november 2014   | Sergio, Sabine Appelmans en Michiel Devlieger              | -       | -              | 349.607     |
| 10  | 8 november 2014   | Ilse Van Hoecke, Martin Heylen en Bruno Tobback            | €1.800  | €450           | Onbekend    |
| 11  | 15 november 2014  | Wim Lybaert, Ann Tuts en Dominique Persoone                | €3.000  | €750           | 297.058     |
| 12  | 22 november 2014  | Axel Daeseleire, Eveline Hoste en Walter Grootaers         | €8.800  | €2.200         | Onbekend    |